# Arctostaphylos columbiana
Arctostaphylos columbiana es una especie de manzanita perte neciente a la familia Ericaceae. 

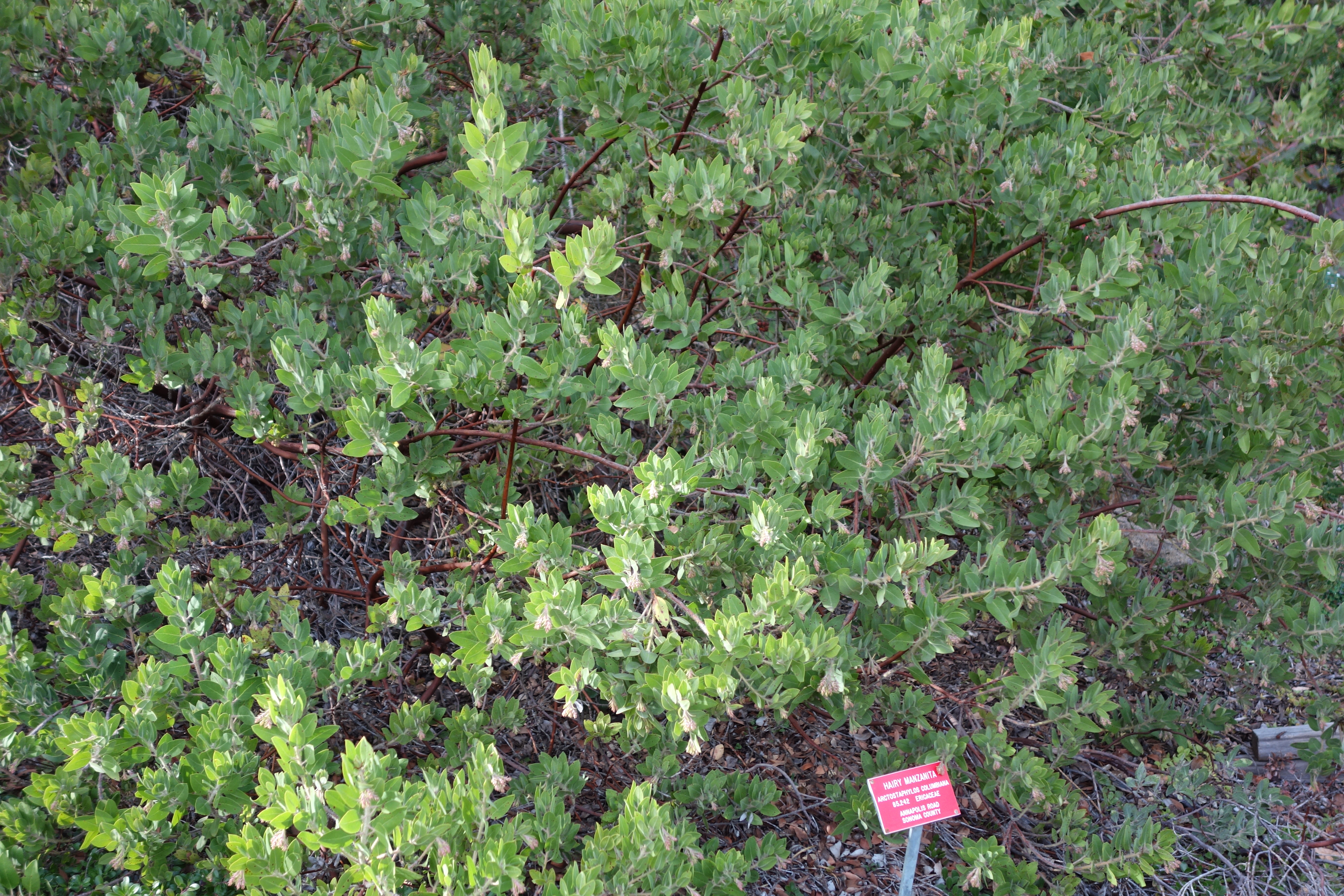
Vista de la planta

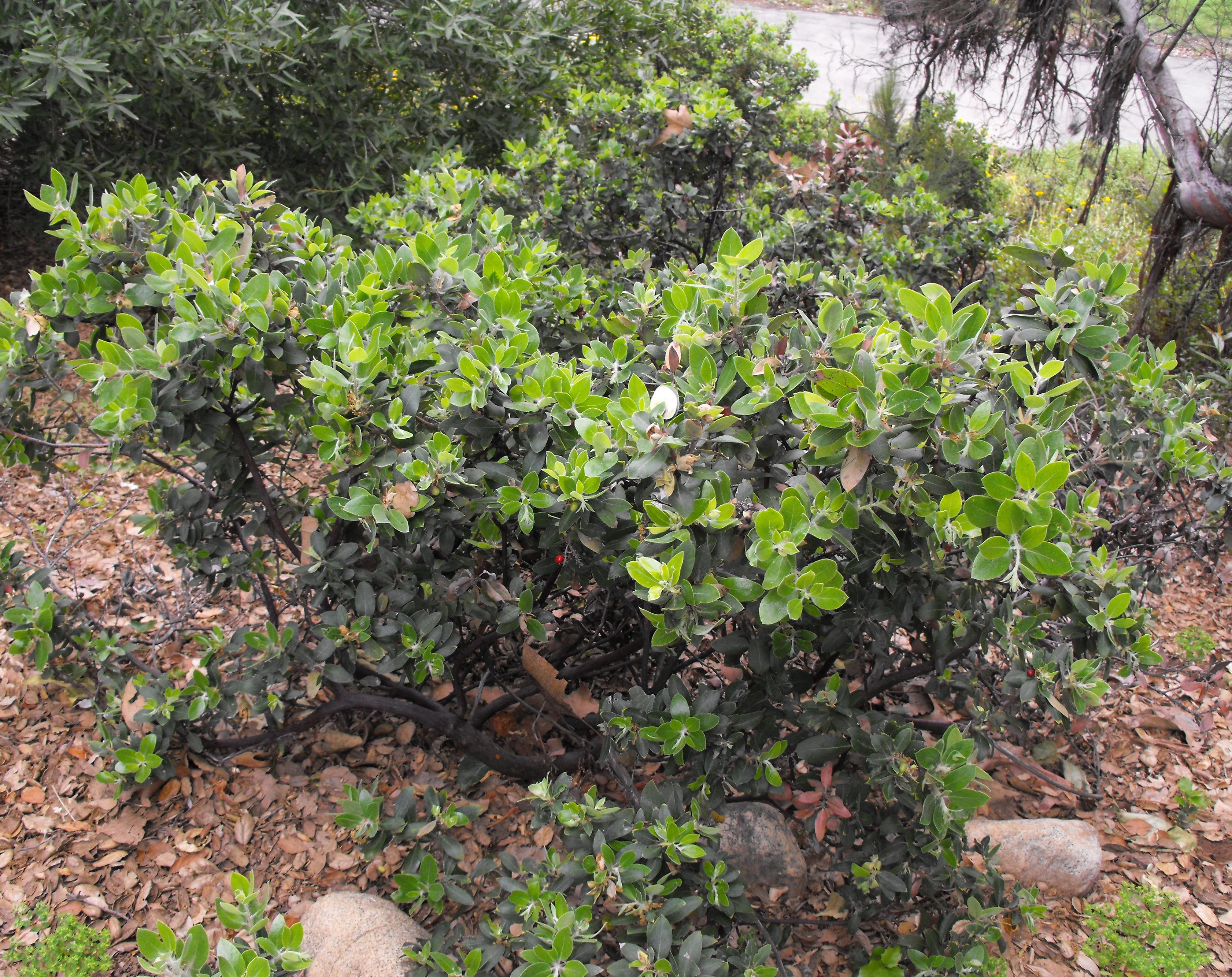
En su hábitat

## Distribución
Es originaria de la costa occidental de América del Norte desde el norte de California hasta la Columbia Británica. 

## Descripción
Esta gran manzanita tiene forma de árbol o arbusto ocasionalmente alcanzando alturas de hasta diez metros. Es erecto con ramas peludas, las ramas más pequeñas  llevan cerdas largas con la punta de glándulas pegajosas. Las hojas son de forma ovalada y pueden medir  6 centímetros de largo y 3 de ancho, de color verde opaco, difuso, y glandular en ambas superficies. Las flores, en forma de urna pequeña, de color blanco nacen en agrupadas inflorescencias. El fruto es una drupa de color rojo con alrededor de un centímetro de diámetro. La semilla requiere del fuego o el consumo por los animales para que se produzca la germinación. Esta manzanita crece en áreas forestales y  ha sabido convertirse en una maleza en las granjas de árboles de Navidad.

## Taxonomía
Arctostaphylos columbiana fue descrito por Charles Vancouver Piper y publicado en Flora of the Northwest Coast, ... 279. 1915.
Etimología
Arctostaphylos: nombre genérico que deriva de las palabras griegas arktos =  "oso", y staphule = "racimo de uvas", en referencia al nombre común de las especies conocidas  y tal vez también en alusión a los osos que se alimentan de los frutos de uva.
columbiana: epíteto geográfico que alude a su localización en Columbia.
Sinonimia
- Arctostaphylos setosissima Eastw.
- Arctostaphylos tracyi Eastw.[3]